# StarFes.
StarFes.（スターフェス）は、日本の都市型音楽フェスティバル。東京・お台場で2012年3月に初開催。2013年3月に神奈川・川崎で第2回が開催された。協賛は「Seven Stars」。

## 概要
2012年3月に東京・お台場の特設会場で初開催された野外音楽フェス。「日本一早い夏フェス」をコンセプトに夏を待ちきれないフェス好きが集まる。ダンスミュージックやロック、ヒップホップ、ジャズなど様々なジャンルのアーティストが会場を盛り上げた。第2回は規模を拡大し、神奈川・川崎で開催。約7500人の動員を記録。2014年はVICE MEDIA JAPANが主催となり、9月20日（土）に幕張海浜公園に場所を移し、開催されることが発表された。
StarFes.は「信念や探究心を持ち、それぞれに独自の世界を突き詰めたプロフェッショナルな男達、哲学を持ち、文化を創造してきた多様なアーティスト達が一堂に集結し、オーディエンスの新たな感性やモチベーションを刺激する機会を提供する」というコンセプトのもと、「新旧、国内外、アンダーグラウンドとオーバーグラウンドなど多様性があり、かつ独自の世界観を追求しているなどの共通性を持ったアーティスト」が多数ラインナップされている。また、カルチャーシーンからも高い評価を得たクラブイベントStar Nightの発展系という背景から、DJ BAKU、DJ KENTARO、など、Star Night時代から継続して出演しているアーティストも多い。2013年のStarFes.では、AfraとDaichiがアドリブでコラボしたり、DJ KENTAROとHIFANAがシークレットで突然コラボして観客を沸かせるなど、その日限りのパフォーマンスが話題になった。また、例年前売チケットが完売となり、当日券の販売がされていない。
たばこの「Seven Stars」が協賛となっており、DJプレイも楽しめる喫煙所の「Star Lounge」や、喫煙しながらメインステージのパフォーマンスを楽しめる「Smoking Hills」などが設置され、喫煙者と非喫煙者の共存を目指したフェスということで注目された。すべての来場者に対して写真付きのIDチェックを行い、20歳未満の入場を禁じているのはこのためである。

## 会場

### 2012年
STAR STAGE：メインステージ。3つのステージの中で最も大きい。野外。
SUN STAGE：暗めの照明でクラブのような雰囲気。天井には太陽のオブジェ。
FOREST STAGE：真っ白な壁と天井で床に人工芝が敷いてある。

### 2013年
STAR STAGE：メインステージ。国内外のスターがパフォーマンスするステージ。
Star Floor：国内外アンダーグラウンドからクラブシーンを賑わすアーティストが出演。
Star JAM：独自の音楽スタイルを持つアーティストがオーディエンスと共鳴する音楽空間。

## 出演者
| STAR STAGE          | SUN STAGE      | FOREST STAGE |
| ------------------- | -------------- | ------------ |
| Damage              | Yusuke Muraki  | DJ BAKU      |
| DEXPISTOLS          | Shingo420      | SLY MONGOOSE |
| ATOM ON SPHERE      | Kouichi Hirose | DJ NOBU      |
| DJ KENTARO          | STEPHANE K     | Dachambo     |
| SOIL&"PIMP"SESSIONS | DJ SON         | DJ TaTa      |
| GILDAS              | Anthony Colins | LITTLE TEMPO |
| DENKI GROOVE        | RYO TSUTSUI    | JOUJOUKA     |
| UNKEL Sounds        | AGORIA         | SYSTEM7      |

| STAR STAGE                   | Star Floor                 | Star JAM                            |
| ---------------------------- | -------------------------- | ----------------------------------- |
| RYO TSUTSUI                  | NAOKI SERIZAWA             | rega                                |
| [Champagne]                  | STEPHANE K                 | DEXPISTOLS                          |
| BACK DROP BOMB               | Kaito aka Hiroshi Watanabe | 80KIDZ                              |
| SUGIZO                       | FRIENDLY FIRES-DJ SET-     | Daichi                              |
| JAZZANOVA feat.PAUL RANDOLPH | DE DE MOUSE                | AFRA                                |
| スチャダラパー               | OCTAVE ONE                 | 川辺ヒロシ(TOKYO NO.1 SOUL SET/InK) |
| 電気グルーヴ                 | Mark Farina                | mouse on the keys                   |
| THE ORB                      | Theo Parrish               | HIFANA                              |
|                              |                            | DJ KENTARO                          |